# روزماري هوتون
روزماري هوتون (بالإنجليزية: Rosemary Hutton)‏ هي عالمة فيزياء الأرض نيجيرية، ولدت في 22 أكتوبر 1925 في دندي في المملكة المتحدة، وتوفيت في 1 أبريل 2004 في سنت أندروز في المملكة المتحدة.